# Louis Nathaniel von Rothschild
Louis Nathaniel von Rothschild (Vienna, 5 marzo 1882 – Montego Bay, 15 gennaio 1955) è stato un banchiere austriaco.
Nato Ludwig Nathaniel von Rothschild a Vienna (Impero austro-ungarico), è stato l'ultimo grande esponente della famiglia di banchieri Rothschild d'Austria.

## Biografia
Figlio di Albert Salomon Anselm von Rothschild e Bettina Caroline de Rothschild (1858-1892), possedeva uno spettacolare palazzo a Vienna, il palazzo Nathaniel Rothschild, che ospitava una squisita collezione d'arte e oggetti d'antiquariato.
Dopo l'annessione dell'Austria alla Germania nazista (Anschluss), avvenuta il 12 marzo 1938, fu arrestato all'aeroporto di Aspern e preso in custodia dai nazisti in quanto illustre membro dell'oligarchia ebraica. Fu rilasciato solo dopo lunghe trattative tra la famiglia e i nazisti e dietro il pagamento di 21 milioni di dollari, che si ritiene sia stato il più grande riscatto per la liberazione di una persona nella storia.
Durante la prigionia ricevette la visita del leader delle SS Heinrich Himmler che, sembra, sia stato favorevolmente impressionato da Rothschild, avendo successivamente ordinato che le condizioni della prigione fossero migliorate con mobilia e strutture igienico-sanitarie. Nonostante gli appelli della regina Maria del Regno Unito e forse del Duca di Windsor, Rothschild è stato trattenuto nell'Hotel Metropole di Vienna mentre il governo tedesco tentava di espropriarne le attività. Fu imprigionato almeno fino al luglio 1938 e le sue proprietà poste sotto il controllo di un commissario tedesco. Felix Somary, nelle sue memorie, ricorda che, poco prima dell'Anschluss, provò diverse volte a telefonare al barone, nel disperato tentativo di convincerlo a lasciare l'Austria; il giorno prima dell'Anschluss, il fratello di Louis, Alphons, era in visita con la moglie presso di lui in Svizzera, e Somary li persuase a non tornare in Austria, ma a rimanere lì e a portare le figlie, Gwendoline e Bettina, in salvo nei Paesi Bassi.
Una volta ottenuto il permesso di lasciare l'Austria, Louis sopravvisse all'Olocausto e alla seconda guerra mondiale.
Tutti i beni dei Rothschild furono saccheggiati e successivamente "arianizzati", e il palazzo cittadino fu distrutto dopo la guerra.
Il barone non ha mai ricevuto la maggior parte delle sue precedenti proprietà, poiché la maggior parte dei dipinti sono stati rilevati dallo stato austriaco, che non ha permesso ai dipinti di lasciare il paese. Nel 1998, oltre 200 opere d'arte sono state restituite agli eredi Rothschild dal governo austriaco e poste all'asta, l'anno successivo, da Christie's.
Nel 1946 sposò la contessa Hildegard Johanna von Auersperg (1895–1981) e visse nell'East Barnard, Vermont (Stati Uniti) e in Inghilterra. Morì il 15 gennaio 1955 senza figli.